# Werner van Gent

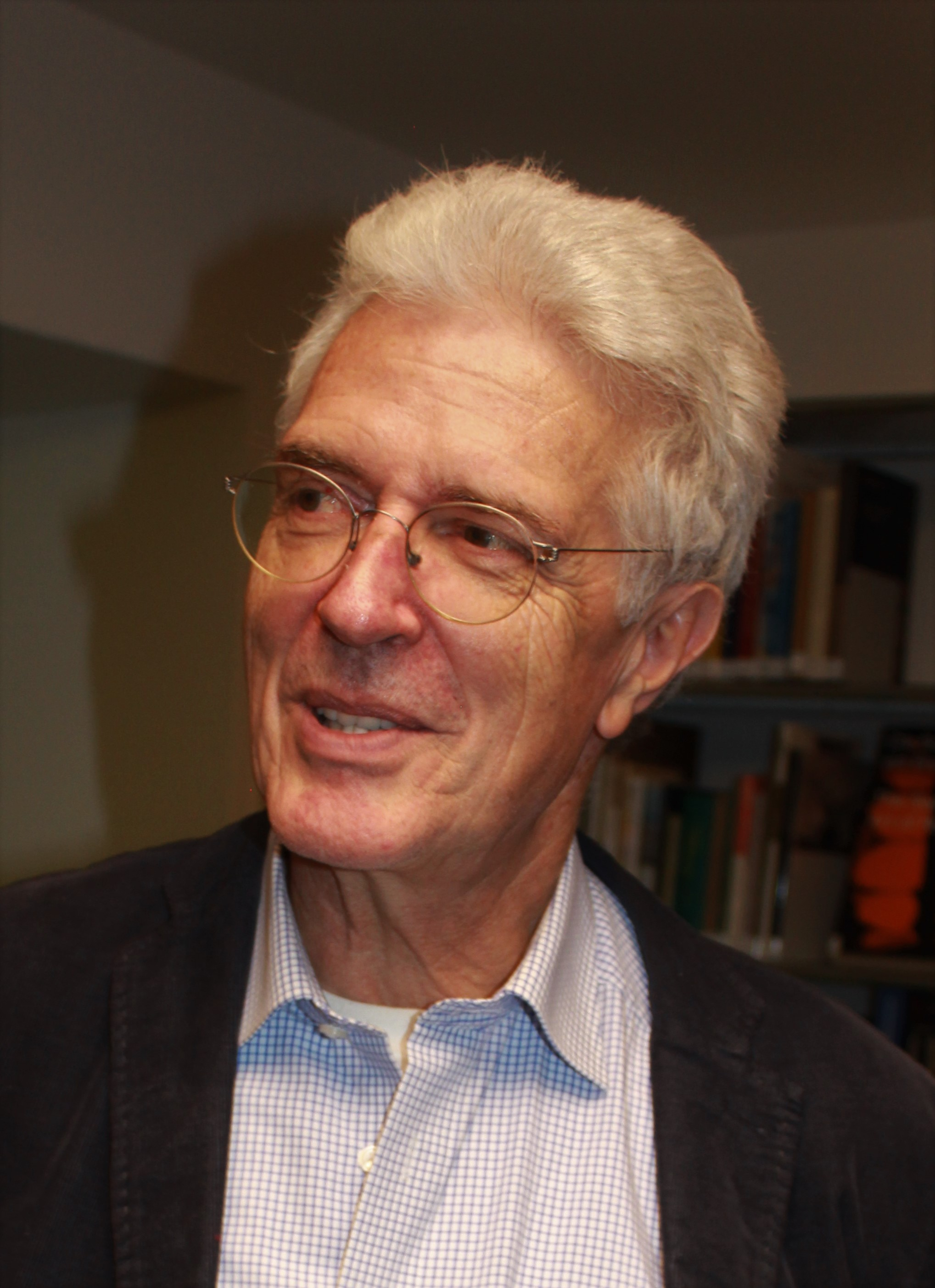
Werner van Gent (2017)

Werner Dimmen van Gent (* 17. Januar 1953 in Utrecht, Niederlande) ist ein international tätiger Journalist, spezialisiert auf Kriegsreportagen, sowie Publizist. Er ist niederländisch-schweizerischer Doppelbürger.

## Biografie
Werner van Gent wurde 1953 als Sohn eines Niederländers und einer Schweizerin in Utrecht geboren und besuchte dort die Schulen. 1972 zog die Familie nach Zürich, wo er 1973 an der dortigen Universität ein Studium der Soziologie, Sozialpsychologie und Ethnologie aufnahm und 1978 mit einem Lizentiat abschloss. 1979 zog er mit seiner Lebenspartnerin Amalia, ebenfalls Journalistin, mit der er seit 1981 verheiratet ist, nach Athen. Er war als Korrespondent für verschiedene Schweizer Zeitungen, das Schweizer Radio DRS und Schweizer Fernsehen tätig und berichtete unter anderem aus Albanien, dem Kosovokrieg 1999, über die Massenflucht der Kurden während des Golfkriegs aus dem Nordirak und die Olympischen Spiele 2004 in Athen. 2005 gründete er die Reisefirma Treffpunkt Orient und organisiert seit 2010 mit Erich Gysling aussenpolitische Gesprächsrunden an unterschiedlichen Veranstaltungsorten in Europa und Asien, von Dublin bis Jerewan. Mit seiner Frau lebt er abwechselnd in Athen und der Schweiz.
Sein Leben wird im Film „Leben zwischen Krieg und Musik“ dokumentiert.

## Publikationen
- Der Geruch des Grauens: die humanitären Kriege in Kurdistan und im Kosovo. Rotpunktverlag, Zürich 2000. ISBN 978-3-85869-194-1.
- Mit Paul L. Walser: Zimt in der Suppe: überraschendes Griechenland. Rotpunktverlag, Zürich 2010 (3. Auflage). ISBN 3-85869-283-2.
- Mit Antonia Bertschinger: Iran ist anders: hinter den Kulissen des Gottesstaates. Rotpunktverlag, 2016 (2. Auflage). ISBN 978-3-85869-703-5.
- Justice on Demand – als Medea die Schweiz in Aufruhr versetzte. (Novelle). Kolchis Verlag, Wettingen 2016. ISBN 978-3-9524498-3-7.
- Mit Viola Käumlen: Leben zwischen Krieg und Musik: Das Buch zum Film über Werner van Gent von Michael Magee. ISBN 978-3-907292-15-0.